# Scott McKenzie
Philip Wallach Blondheim III, más conocido como Scott McKenzie (Jacksonville, Florida, 10 de enero de 1939 - Los Ángeles, California, 18 de agosto de 2012), fue un cantante y compositor estadounidense.
Se hizo mundialmente conocido gracias a su único gran éxito San Francisco (Be Sure to Wear Flowers in Your Hair) de 1967. Dicho tema lo colocaría en la lista de artistas con un solo éxito más reconocidos en la historia de la música popular de su país.

## Biografía
Se crio en Carolina del Norte y Virginia, en donde entabló amistad con uno de los amigos de su madre, "Papa" John Phillips. A mediados de los años cincuenta, cantó por un corto tiempo con Tim Rose en la escuela secundaria, dentro de un grupo llamado The Singing Strings, y después con Phillips, Mike Boran y Bill Cleary, formando una banda de estilo doo wop, llamada The Abstracts. En Nueva York, los Abstracts se renombraron The Smoothies y grabaron dos discos sencillos para el sello Decca Records, producido por Milt Gabler (productor de los discos de Bill Halley).
En 1961, Phillips y McKenzie conocerían a Dick Weissman y conformaron The Journeymen, y grabarían tres álbumes para Capitol Records. Antes de desintegrarse en 1964 The Journeymen, hablaron ambos sobre formar un nuevo grupo. Mckenzie prefirió seguir en solitario y John contactaría a Denny Doherty, Cass Elliot y a Michelle Phillips, su segunda esposa. El grupo pronto emigró a California. Dos años después, Scott viajó a Nueva York y firmó para el sello de Lou Adler (Ode Records). Phillips escribió y produjo San Francisco para Scott y fue lanzada en 1967. Phillips tocó la guitarra durante la grabación y Michelle tocó las campanitas. De inmediato el tema se convirtió en un éxito y en una especie de himno hippie logrando posicionarse en las listas de todo el mundo, dentro de los Top 10. Fue una canción muy popular en todo el mundo, logró presencia durante el Summer of Love, en San Francisco.
Scott logró otro éxito menor llamado Like An Old, también producido y escrito por John Phillips. Su primer álbum, The voice of Scott McKenzie, fue seguido por otro llamado Stained glass Morning. Dejó de grabar a principios de los setenta, radicándose en Joshua Tree (California) y en Virginia Beach.
En 1986, comenzó a interpretar nuevamente al presentar una nueva versión de The Mamas & the Papas del éxito Kokomo, un tema coescrito con The Beach Boys. Durante cierto tiempo reemplazó a Denny Doherty en la agrupación de John Phillips. En 1998 se retiró del grupo y comenzó a residir permanentemente en Los Ángeles, en donde murió en agosto de 2012 a causa del síndrome Guillain-Barre, una enfermedad que afecta el sistema nervioso y que le había sido diagnosticado el 2010.

## Discografía
- 1967: The Voice of Scott McKenzie
- 1970: Stained Glass Morning